# Fyra män från Kanaans land
Fyra män från Kanaans land är en psalm med text och musik skriven 1970 av Hans Blennow. Koralsatsen i Herren Lever 1977 är skriven av Gunno Södersten.

## Publicerad i
- Herren Lever 1977 som nummer 827 under rubriken "Ordet".[1]